# امروز آرجون
امروز آرجون (به هندی: Aaj Ka Arjun) یا از جان گذشته فیلمی محصول سال ۱۹۹۰ و به کارگردانی کی. سی بوکادیا است. در این فیلم بازیگرانی همچون آمیتاب باچان، جایا پرادا، سورش اوبروی، کیران کومار، آمریش پوری، آسرانی، انوپم کهیر ایفای نقش کرده‌اند.